# Nowy Przykop
Nowy Przykop (w użyciu także nazwa Jaśniewo) – wieś w Polsce położona w województwie warmińsko-mazurskim, w powiecie olsztyńskim, w gminie Purda.
W latach 1975–1998 miejscowość administracyjnie należała do województwa olsztyńskiego.